# Jean-Louis Ugartemendia
Pas d'image ? Cliquez ici

a Compétitions nationales et continentales officielles uniquement.

b Matchs officiels uniquement.
Jean-Louis Ugartemendia, né le 10 juillet 1943 à Bayonne et mort le 21 décembre 2020 dans la même ville, est un joueur français de rugby à XV, qui a joué avec l'équipe de France et le Saint-Jean-de-Luz olympique rugby, évoluant au poste de talonneur (1,75 m pour 74 kg). Il était surnommé « Tito ».

## Biographie
Il meurt le 21 décembre 2020 à Bayonne,,,.

## Carrière de joueur

### En club
- Saint-Jean-de-Luz OR

### En équipe nationale
Il a disputé son premier match international le 15 février 1975 contre l'équipe d'Écosse, et le dernier contre l'équipe d'Irlande, le 1er mars 1975.
Il a été huit fois remplaçant en équipe de France, de 1970 à 1975.

## Palmarès
- Sélections en équipe nationale : 2 (+1 non officielle en 1974)
- Sélections par année : 2 en 1975
- Tournoi des Cinq Nations disputé : 1975